# Короткоклювые муравьеловки
Короткоклювые муравьеловки (лат. Formicivora) — род птиц из семейства типичных муравьеловковых (Thamnophilidae). Распространены в Южной Америке. Основной рацион — насекомые, которых вспугивают муравьи во время своих передвижений, а также муравьи и термиты.

## Список видов
В состав рода включают 9 видов:
- Formicivora acutirostris (Bornschein, Reinert & Teixeira, 1995)
- Formicivora erythronotos Hartlaub, 1852 — Рыжеспинный муравьиный крапивник
- Formicivora grantsaui Gonzaga, Carvalhaes & Buzzetti, 2007
- Formicivora grisea (Boddaert, 1783) — Серая короткоклювая муравьеловка
- Formicivora iheringi Hellmayr, 1909 — Узкоклювая короткоклювая муравьеловка, или узкоклювая муравьедка
- Formicivora intermedia Cabanis, 1847
- Formicivora melanogaster Pelzeln, 1868 — Чернобрюхая короткоклювая муравьеловка
- Formicivora rufa (Wied-Neuwied, 1831) — Ржавчатоспинная короткоклювая муравьеловка
- Formicivora serrana (Hellmayr, 1929) — Горная короткоклювая муравьеловка